# 西藏斑籽木
西藏斑籽木（学名：Baliospermum bilobatum）为大戟科斑籽属下的一个种。

## 扩展阅读
- 維基物種上的相關：西藏斑籽木